# Таль-Кади

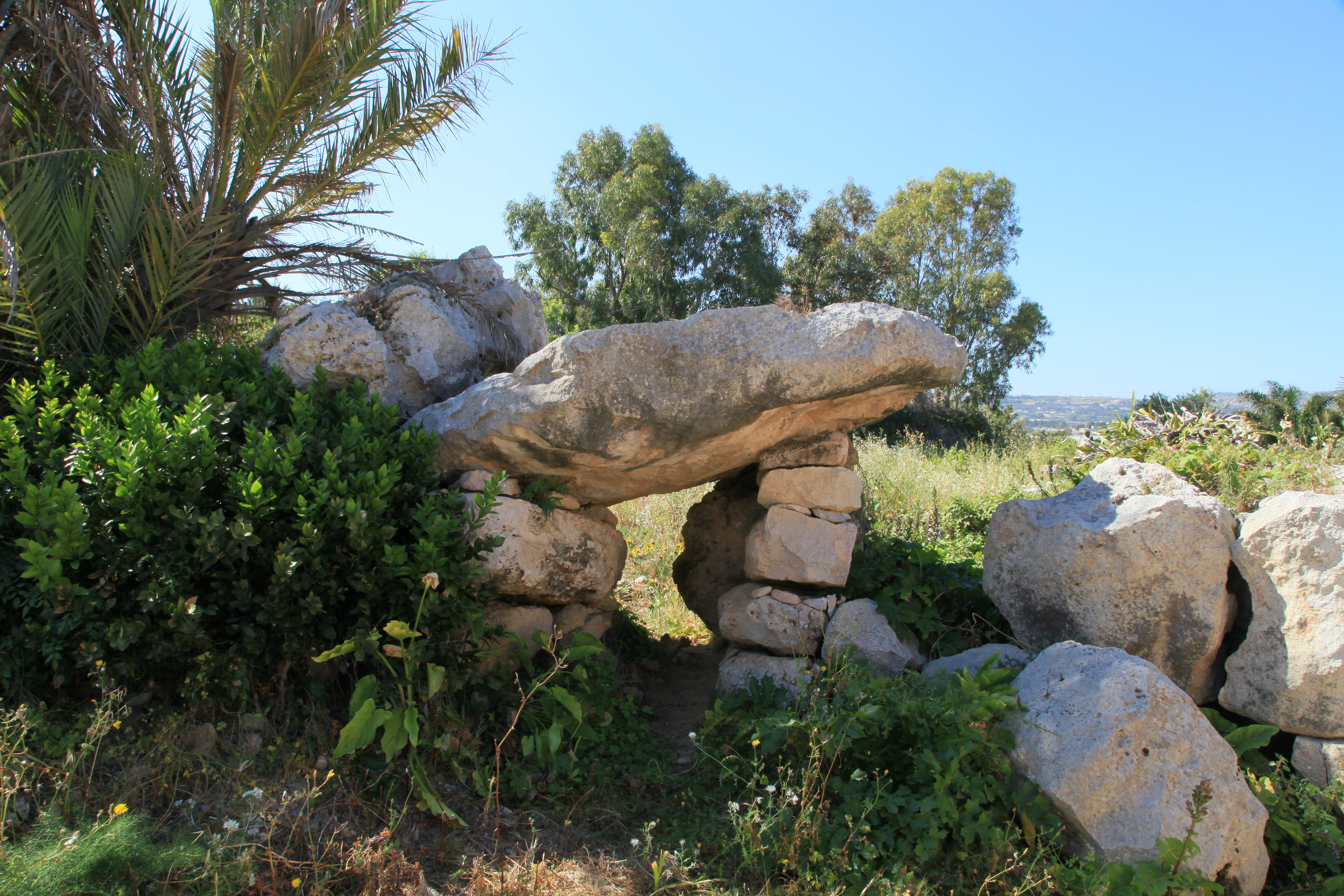
Таль-Кади

Таль-Кади, мальт. Tal-Qadi — мегалитический храм на северо-востоке острова Мальта. Расположен на равнине у залива Салина. В результате раскопок в 1927 года обнаружен храм с традиционным для мегалитических храмов Мальты апсидным планом. Храм плохо сохранился. Относится к фазе Таршиен (около 2700 года до н. э.). После упадка мегалитической цивилизации Мальты, когда храм был заброшен, он использовался как место для кремации в период Таршиенского некрополя (2500—1500 годы до н. э.).